# Slutanvändare
Slutanvändare (även konsument eller slutkonsument) är den som använder en vara eller tjänst. Slutanvändaren behöver inte vara samma person som köpt varan eller tjänsten.
Enkelt uttryckt betyder det att den som köper en vara såsom apelsiner i en butik är konsument. Men det är den som äter apelsinerna som är slutkonsument. I en transportkedja finns det en tillverkare och flera konsumenter men alltid bara en slutkonsument.

## Offentlig och privat sektor
Inom den offentliga sektorn bekostas tjänsterna och tillhandahållandet av varor i regel av skattemedel. Då är inköparen av tjänsterna (den som bekostar de anställdas löner) det offentliga organ som får sina medel från skattebetalarna, medan slutanvändaren kan vara – men måste inte vara – en skattebetalare.
Inom privat sektor är det en tätare koppling mellan beställare och konsumtion. Inköparen av en vara kan dock exempelvis vara en familjeförsörjare och slutanvändaren – (slut)konsumenten – en annan medlem av familjen.
Inom affärslivet tillverkas produkter ofta som del i en lång kedja av affärsöverenskommelser. Där är vissa inköpare företag som i sin tur behöver inköpet för att kunna vidareförädla en produkt som i ett senare skede når konsumenten. Detta gäller även tjänster, exempelvis inom elektronisk kommunikation där en mängd företag är inblandade för att hela kommunikationen ska fungera och nå in i hemmet – till slutanvändaren.

## Källhänvisningar
1. 1 2  "Nyheter för konsumenter från 1 juli 2011". Arkiverad 1 februari 2015 hämtat från the Wayback Machine. Pts.se. Läst 31 januari 2015.